# Roccia di Dighton
La roccia di Dighton è un masso di 40 tonnellate originariamente situato nel letto del fiume Tauton, nei pressi del comune di Berkley (facente parte della cittadina di Dighton) nel Massachusetts. La roccia è nota per i petroglifi incisi su di essa, principalmente linee, forme geometriche, disegni stilizzati di persone e scritte, la cui origine, sicuramente antica, è ancora oggi molto dibattuta.
Nel 1963, durante la costruzione di un cofferdam, ossia una barriera temporanea utilizzata per la costruzione delle fondazioni di una diga, ufficiali statali rimossero la roccia dal letto del fiume in modo da garantirne la conservazione. Essa fu così spostata in un museo all'interno di un vicino parco, il parco statale della Roccia di Digthon, che, nel 1980, è stato iscritto nel Registro nazionale dei luoghi storici statunitensi (NRHP).

## Aspetto
Il masso, una roccia arenaria grigio-marrone piuttosto ruvida e probabilmente trasportata nel letto del fiume durante l'ultima glaciazione, ha la forma di un blocco inclinato a sei facce, alto circa 1,5 m, largo 2,9 m e lungo 3,4 m. La superficie recante le incisioni ha una forma trapezoidale, è inclinata di circa 70 gradi e volge a nord-ovest.

## Storia
Nel 1680, il reverendo John Danforth, un colono britannico, realizzò una copia su carta, oggi conservata al British Museum, dei petroglifi presenti sulla roccia. Tale disegno però si discosta da quanto riportato da altri testimoni e anche dalle incisioni attuali. Nel 1690 il reverendo Cotton Mather descrisse così la roccia nel suo libro The Wonderful Works of God Commemorated:
Durante il diciannovesimo secolo, molte popolari riviste e personaggi famosi anche non propriamente del settore menzionarono la roccia. Il comico James Russell Lowell, ad esempio, suggerì che i suoi petroglifi avrebbero dovuto essere utilizzati dai candidati alle elezioni presidenziali statunitensi del 1848 nelle loro lettere ai quotidiani: "Dovendo per forza scrivere lettere, si potrebbe fare un ottimo utilizzo dei geroglifici o delle scritte cuneiformi della roccia di Dighton, ogni interprete dei quali è autorizzato a dedurre un significato diverso". Nelle sue pubblicazioni satiriche, Lowell fece diversi altri riferimenti alla roccia e ciò aiutò molto ad incrementarne la fama.

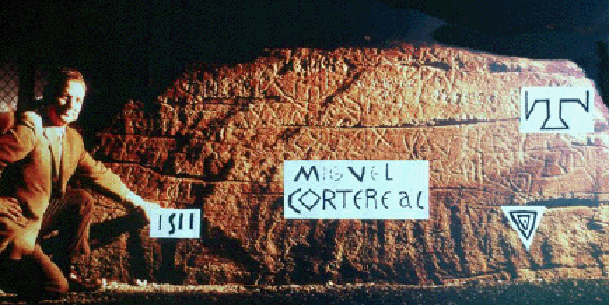
Il professor Delabarre mostra la propria decifrazione dell'iscrizione sulla Roccia di Dighton.

Nel 1912 Edmund B. Delabarre sostenne che i petroglifi sulla Roccia di Dighton fossero la prova che Miguel Corte-Real, un esploratore portoghese dato per disperso nel 1502 al largo della costa di Terranova, avesse in realtà raggiunto il New England. Secondo Delabarre, infatti, le iscrizioni sulla roccia sarebbero messaggi abbreviati in latino la cui traduzione sarebbe:"Io, Miguel Cortereal, 1511. In questo luogo, per volere di Dio, sono diventato un capo degli indiani", tutto ciò corredato da diverse croci dell'Ordine del Cristo portoghese e da uno scudo che dovrebbe rappresentare lo scudo del principe Enrico il Navigatore. Di seguito l'iscrizione sulla roccia secondo Delabarre:
|  | MIGUEL CORTEREAL v[oluntate] DEI hic DUX IND[iorum] 1511 |

Ciò troverebbe riscontro in un antico racconto indiano registrato nel 1680 dal reverendo Jonh Danforth, secondo cui, nei tempi passati, uomini provenienti da una terra straniera erano giunti risalendo il fiume ed avevano ucciso i loro sachem, ossia i loro capi.
La lista delle ipotesi sugli autori delle iscrizioni è comunque piuttosto vasta e include:
- Nativi del Nord America — di cui sono già note opere simili (una faccia stilizzata presente sulla Roccia di Dighton è simile a un petroglifo indiano presente nel Vermont orientale).[5]
- Fenici — ipotesi proposta nel 1783 da Ezra Stiles nella sua opera Election Sermon.
- Norreni — ipotesi proposta nel 1837 da Carl Christian Rafn e smentita da Jason Colavito.[6]
- Portoghesi — la già citata ipotesi proposta nel 1912 da Edmund B. Delabarre.[4]
- Cinesi — ipotesi proposta nel 2002 da Gavin Menzies nel suo libro 1421: The Year China Discovered America.

## Parco statale

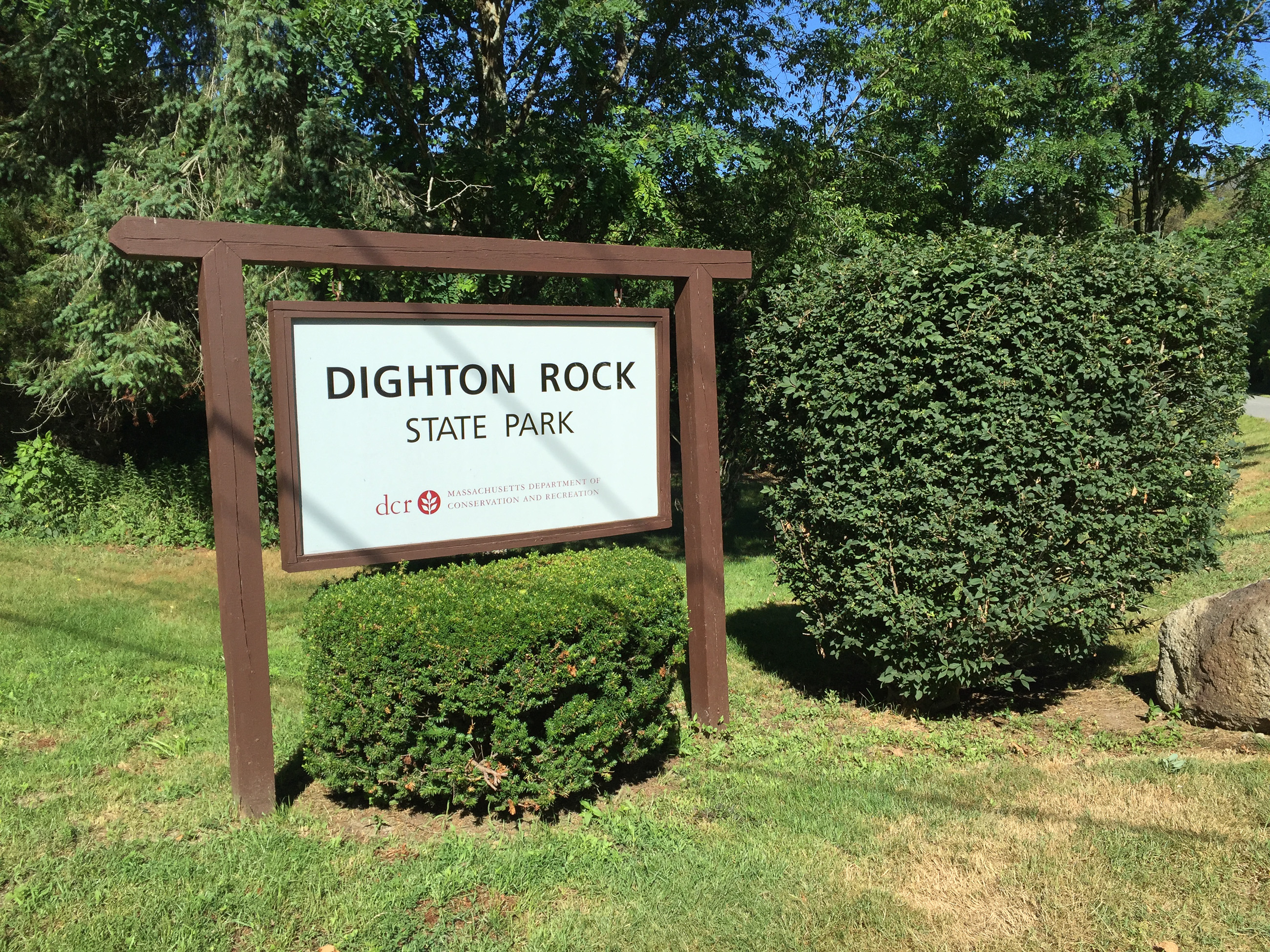
L'insegna del parco.

Nel novembre 1952, la  Miguel Corte-Real Memorial Society di New York acquistò 49 acri (circa 200000 m²) del terreno adiacente alla roccia per crearne un parco. Tuttavia, nel 1955 lo stato del Massachusetts espropriò quel terreno per la creazione di un parco statale, il parco statale della Roccia di Dighton, che poì ampliò con successivi acquisti di terreno, portando la sua estensione agli odierni 100 acri (400000 m²). Nel parco si trovano oggi anche diverse aree per picnic e un piccolo museo all'interno del quale è stata portata la roccia e che espone le varie ipotesi circa l'origine delle iscrizioni presenti su di essa.

## Profondità delle iscrizioni

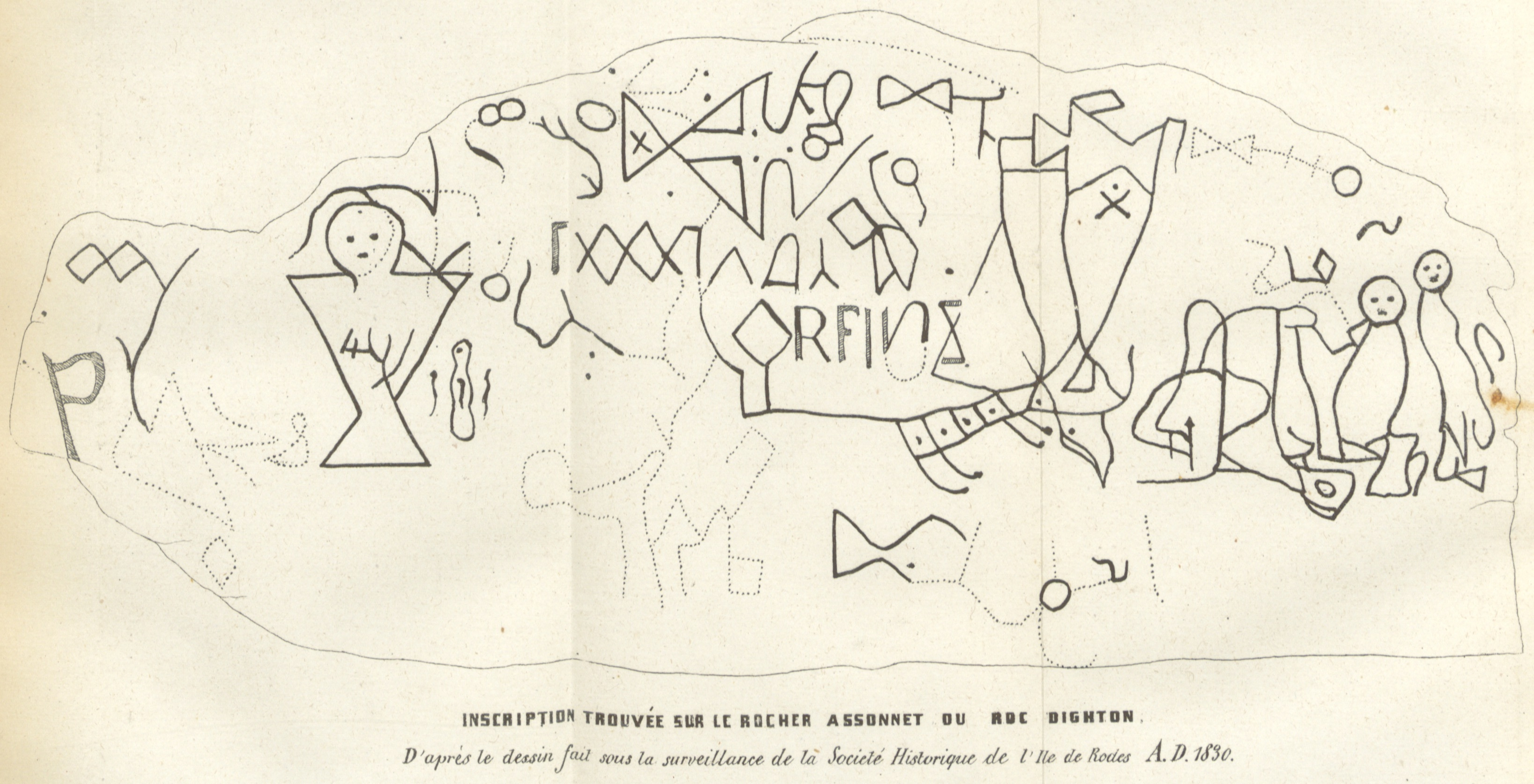
Un'esatta copia di tutti i petroglifi fatta dalla Commissione Storica di Providence, Rhode Island, pubblicata nel 1830.

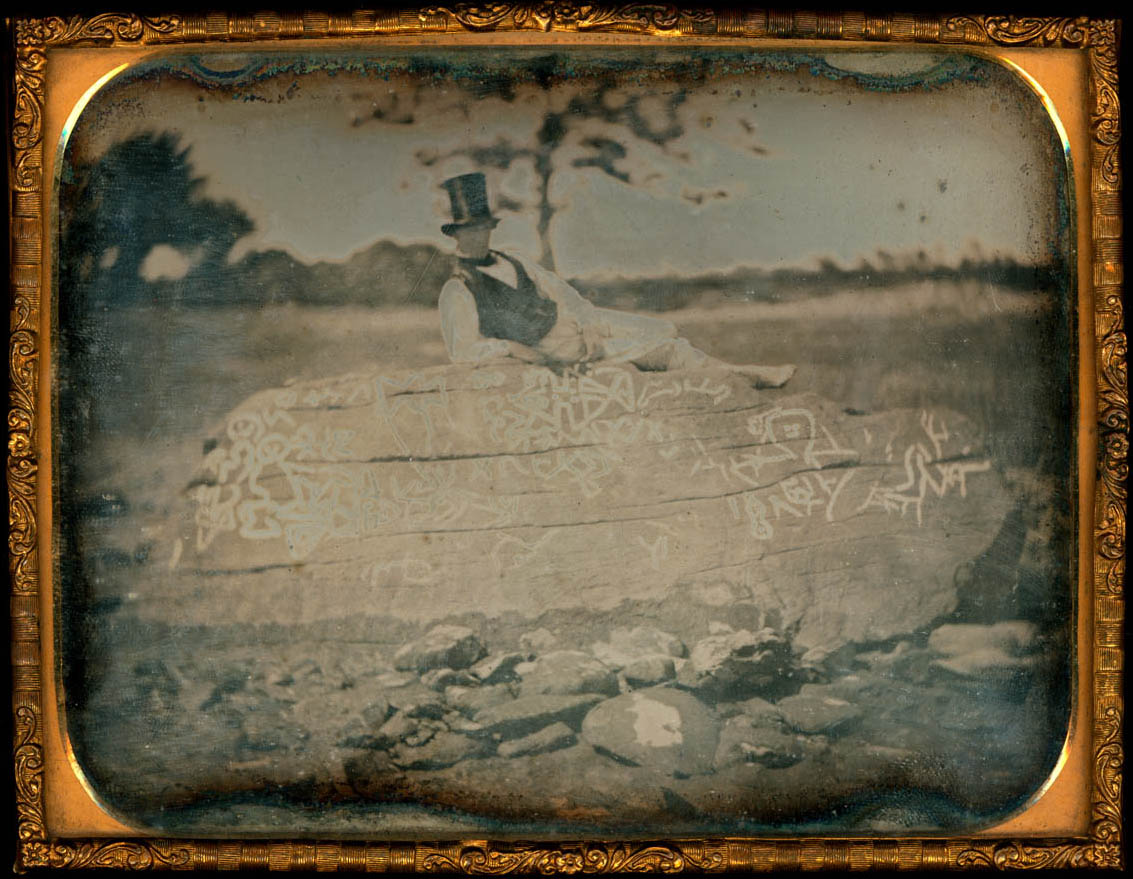
Un'immagine di Seth Eastman sulla Roccia di Dighton (c. 1853).

Sebbene Mather abbia descritto i petroglifi come "profondamente incisi", descrizioni più recenti sembrano suggerire che non fosse esattamente così.
A proposito di questo, Delabarre scrive: